# Jean Forest
Jean Forest (Parigi, 27 settembre 1912 – Sauvigny-le-Bois, 27 marzo 1980) è stato un attore e sceneggiatore francese, uno dei principali attori bambini del cinema muto, poi giovane attore di cinema negli anni trenta e quindi stimato autore di radiodrammi alla radio francese.

## Biografia
Jean Forest nasce a Parigi, nel quartiere di Montmartre, nel 1912.
"Scoperto" dalla strada dal regista belga Jacques Feyder, si rivelò a livello internazionale come uno dei più valenti attori bambini del cinema muto. Lo si ricorda in particolare  per le sue toccanti e realistiche interpretazioni nei tre film francesi di Feyder: Crainquebille, Visages d'enfants  e Gribiche.
Nel primo di questi film, Crainquebille (1922), basato su un racconto di Anatole France, Forest ha un ruolo breve ma centrale; nelle due scene in cui è impegnato si pone all'attenzione del pubblico. In un ribaltamento della tradizionale narrativa sugli orfani, qui è il piccolo orfano "La Souris" a salvare la vita al vecchio venditore di frutta Crainquebille (Maurice de Féraudy), il quale,  disperato per la perdita del lavoro, vorrebbe suicidarsi. Il film fu un successo mondiale, elogiato per lo stile essenziale di recitazione e l'ambientazione realistica (a Les Halles).
Del successivo film di Feyder, Visages d'enfants (girato nel 1923, ma distribuito nel 1925), Forest è ora il protagonista. Interpreta un ragazzo traumatizzato dalla tragica perdita della madre (interpretata da Suzy Vernon) e non accetta la sua nuova matrigna (Rachel Devirys) e la figlia di lei. Essendosi spinto troppo in là nel tormentare la sua sorellastra, credendola morta nella tormenta, tenta di suicidarsi annegandosi. La sua matrigna gli salva la vita giusto in tempo, portando così Jean ad accettarla. Ancora una volta il film si segnala per la recitazione realistica e l'ambientazione naturalistica nelle zone montuose dell'Haut Valois in Svizzera. Nonostante le recensioni critiche molto favorevoli alla sua uscita nel 1925, questo film non fu un grande successo al botteghino e fu quasi dimenticato dagli anni trenta. Per decenni si è creduto che fosse andato perduto, ma negli anni novanta ne è stata trovata una copia allo EYE Film Instituut Nederland ad Amsterdam. Con il contributo di sezioni appartenenti anche ad altri archivi cinematografici, il film è stato ricomposto e, nel 1994, è stato riedito nella sua forma originaria.
Il terzo film di Forest con Feyder fu invece di nuovo un grande successo anche commerciale, ancor più di Crainquebille: Gribiche (1926) con Françoise Rosay. Il film, ancora incentrato su Forest, parla di un ragazzo povero che accetta consapevolmente di essere adottato da una ricca signora americana, per permettere alla madre vedova di guerra di risposarsi. Il ragazzo tuttavia non riesce ad abituarsi all'ambiente lussuoso ma freddo e privo di amore in cui è condotto a vivere (set di Lazare Meerson) e durante la festa della Bastiglia fugge per tornare da sua madre e dal suo nuovo marito.
Come attore bambino Jean Forest ha recitato con successo anche in altri film. È stato il giovane vagabondo Claudinet in Les deux gosses (regia di Louis Mercanton, 1924) basato sul classico racconto di Pierre Decourcelle e il giovane Jack in Jack (Robert Saidreau, 1925) tratto dal famoso romanzo di Alphonse Daudet. È stato il protagonista di Les coeurs héroïques (George Pallu, 1927).
Nell'era del sonoro, Forest ha continuato a recitare, ormai da giovane attore del cinema francese, sebbene in un numero limitato di film. Ha interpretato il giovane Jean Chapelain in Une femme a menti (regia di Charles de Rochefort, 1930), una delle prime produzioni sonore della Paramount francese. Ha interpretato il ruolo principale in Étienne (Jean Tarride, 1933) con Junie Astor e un giovane Jean Marais. Altri ruoli furono il tenente Drake in La route impériale (Marcel L'Herbier, 1935) con Käthe von Nagy; l'apostolo Giovanni in Golgota (Julien Duvivier, 1935) con Harry Baur e Jean Gabin; e Jean in Tovaritch (Jacques Deval e German Fried, 1935).
Dopo il 1935, Forest abbandona completamente la carriera attoriale per lavorare alla radio, dove è autore di numerosi adattamenti radiofonici di opere letterarie. Nel 1951 vinse ex aequo il primo premio a Napoli con il suo adattamento radiofonico di Une larme du diable di Theophile Gauthier, e nel 1956 il suo adattamento del racconto di Jacques Perret L'examen de calcul vinse il Prix italiano per programmi letterari o drammatici a Rimini.
Forest muore a Sauvigny-le-Bois nel 1980, all'età di 67 anni.

## Filmografia
- Crainquebille, regia di Jacques Feyder (1922)
- Les Deux Gosses, regia di Louis Mercanton (1924)
- Visages d'enfants, regia di Jacques Feyder (1925)
- Jocaste, regia di Gaston Ravel (1925)
- Jack, regia di Robert Saidreau (1925)
- Gribiche, regia di Jacques Feyder (1926)
- Les coeurs héroïques, regia di George Pallu (1927)
- Une femme a menti, regia di Charles de Rochefort (1930)
- Étienne, regia di Jean Tarride (1933)
- La route impériale, regia di Marcel L'Herbier (1935)
- Golgota (Golgotha), regia di Julien Duvivier (1935)
- Tovaritch, regia di Jacques Deval e Germain Fried (1935)

## Radiodrammi (parziale)
- Une larme du diable (1950)
- Une chose apparaît (I) (1954)
- Une chose apparaît (II) (1955)
- L'examen de calcul (I) (1955)
- L'examen de calcul (II) (1957)
- Jean sans terre (I) (1958)
- Fleurs pour Monsieur Jean (1959)
- Le violoncelle (1960)
- Jean sans terre (II) (1963)